# Oscar Malmborg (riksdagsman)
Oscar Johan Natanael Malmborg (i riksdagen kallad Malmborg i Skövde), född 15 juni 1892 i Åsbo socken, död 11 juni 1968 i Skövde, var en svensk folkskollärare och politiker (folkpartist). 
Oscar Malmborg, som var son till masugnsarbetare Johan Malmborg och Anna Brita Svensdotter, tog folkskollärarexamen i Linköping 1915 och arbetade sedan som folkskollärare i Skövde 1916-1955. Han var ordförande i Skövde liberala valmansförening (senare folkpartiavdelning) 1930-1951 och ordförande i valkretsförbundet för Skaraborgs län 1933-1958. Han var också landstingsfullmäktiges ordförande 1951-1962.
Han var riksdagsledamot i andra kammaren 1937 samt 1941-1964 för Skaraborgs läns valkrets. I riksdagen var han bland annat ordförande i andra kammarens första tillfälliga utskott 1941-1943 och ledamot i statsutskottet 1947-1961. Han var andra kammarens andre vice talman 1957-1960 och förste vice talman 1961-1964. I riksdagen ägnade han sig främst åt utbildningspolitik. Han skrev i riksdagen 36 egna främst om löne- o anställningsförhållanden inom utbildningsväsendet, studielån och anslag till ett skolmuseum.